# Friedrich Hossbach
Friedrich Wilhelm Ludwig Hossbach (Unna, 22 november 1894 – Göttingen, 10 september 1980) was een Duits officier en in 1937 persoonlijke adjudant van Adolf Hitler. In het Duits wordt zijn naam met een ß geschreven: Hoßbach.

## Eerste Wereldoorlog
In 1913 nam Hossbach dienst in het Deutsches Heer als vaandrig. Al snel klom hij op tot luitenant. Hij diende in de Eerste Wereldoorlog als regimentsadjudant aan het oostfront. Op 2 maart 1918 werd hij toegevoegd aan de staf van het XVIII legerkorps. Op 2 september werd hij bevorderd tot Oberleutnant (eerste luitenant).
Na de oorlog bleef hij in dienst van de Reichswehr, het leger van de Weimarrepubliek. Hij was vanaf 1 maart 1927 stafofficier in de rang van Hauptmann (kapitein).

## Tweede Wereldoorlog
Na de Machtergreifung door de nazi's werd hij op 4 augustus 1934 gepromoveerd tot majoor en aangesteld als adjudant van Adolf Hitler. Tot 1935 maakte hij daarnaast deel uit van de staf van de Wehrmacht.

### Hossbach-memorandum
Hossbach is vooral bekend geworden door zijn deelname aan een geheime bijeenkomst op 5 november 1937, waarop Hitler aan de legertop zijn plannen voorlegde voor de Duitse expansie in Europa. Hossbach schreef de notulen van die besprekingen, die bekend raakten als het Hossbach-memorandum. Dit memorandum zou na de oorlog tijdens de Processen van Neurenberg als bewijsstuk worden opgevoerd.
In 1938 was Hossbach aanwezig toen Hitler een document ontving waarin Hermann Göring de opperbevelhebber van het Heer, kolonel-generaal Werner von Fritsch, beschuldigde van homoseksuele praktijken. Hitlers order negerend bracht Hossbach het document naar von Fritsch om hem te waarschuwen voor het noodlot dat hem te wachten stond. Von Fritsch gaf Hossbach zijn erewoord dat de beschuldiging vals was. Hossbach bracht deze boodschap vervolgens over aan Hitler. Deze daad had Hossbach zijn leven kunnen kosten. Dit gebeurde niet, maar hij werd twee dagen later wel ontslagen als adjudant van de Führer.

### Generaal
Hij klom daarna op tot de rang van Generaal der Infanterie en had achtereenvolgens het commando over de 82. Infanterie-Division (82e Infanteriedivisie), het LVI Panzer Korps (56e Pantserkorps) en uiteindelijk het 4. Armee (4e Leger). Op 28 januari 1945 werd hij ontslagen van het commando, omdat hij, tijdens het Oost-Pruisenoffensief, tegen Hitlers orders in een uitbraak wilde doen in plaats van stand te houden tot het uiterste.
Aan het einde van de oorlog werd Hossbach voor een oorinfectie behandeld in het universiteitsziekenhuis van Göttingen. Op 5 april 1945, vlak voor de aankomst van het Amerikaanse leger, werd hij getipt dat de Gestapo hem wilde meenemen. Toen deze arriveerde posteerde hij zich met een pistool op het balkon. Het kwam tot een vuurgevecht, maar op een gegeven ogenblik vluchtten zijn belagers, wellicht uit angst voor de Amerikanen. Nog geen uur later arriveerde het Amerikaanse leger en Hossbach werd gevangengenomen.

## Na de oorlog
Hij bleef tot 1947 in krijgsgevangenschap. Vervolgens deed hij een studie naar de invloed van Immanuel Kant op Pruisische officieren. Hossbach overleed in 1980 en werd met militaire eer begraven.

## Militaire loopbaan
- General der Infanterie: 1 november 1943[3][7]
- Generalleutnant: 15 mei 1943[3][7]
- Generalmajor: 1 maart 1942[3][7]
- Oberst: 1 maart 1937[3][7]
- Oberstleutnant: 1 september 1935[3][7]
- Major: 1 maart 1934[3][7]
- Hauptmann: 1 maart 1927[3][7]
- Oberleutnant: 2 september 1918[3][7]
- Leutnant: 19 juni 1914[3][7]
- Fähnrich: 29 oktober 1913[3]

## Decoraties
- Ridderkruis van het IJzeren Kruis (nr.227) op 7 oktober 1940 als Oberst en Commandant van het 82e Infanterieregiment / 31e Infanteriedivisie / 2e Legerkorps /[3][7][8]
- Ridderkruis van het IJzeren Kruis met Eikenloof (nr.298) op 11 september 1943 als Generalleutnant en Commandant van het 56e Pantserkorps / 2e Leger / Heeresgruppe Mitte[3][7][8]
- IJzeren Kruis 1914, 1e Klasse (26 mei 1916)[7][3] en 2e Klasse (26 september 1914)[7][3]
- Kruis voor Militaire Verdienste (Oostenrijk-Hongarije), 3e Klasse met Oorlogsdecoratie[3]
- Hanseatenkruis van Hamburg[3]
- Herhalingsgesp bij IJzeren Kruis 1939, 1e Klasse (30 mei 1940)[7][3] en 2e Klasse (30 mei 1940)[3][7]
- Erebladgesp op 22 juli 1941 als Commandant van het 82e Infanterieregiment[3][7]
- Gewondeninsigne 1918 in zwart[3]
- Erekruis voor Frontstrijders in de Wereldoorlog[3] op 5 augustus 1934
- Dienstonderscheiding van Leger en Marine, (25 dienstjaren)[3] op 2 oktober 1936
- Medaille Winterschlacht im Osten 1941/42[3] op 20 augustus 1942
- Anschlussmedaille[3]
- Hij werd driemaal genoemd in het Wehrmachtsbericht. Dat gebeurde op:
- 18 oktober 1943[3][7]
- 6 april 1944[3][7]
- 31 oktober 1944[3][7]

## Afbeeldingen

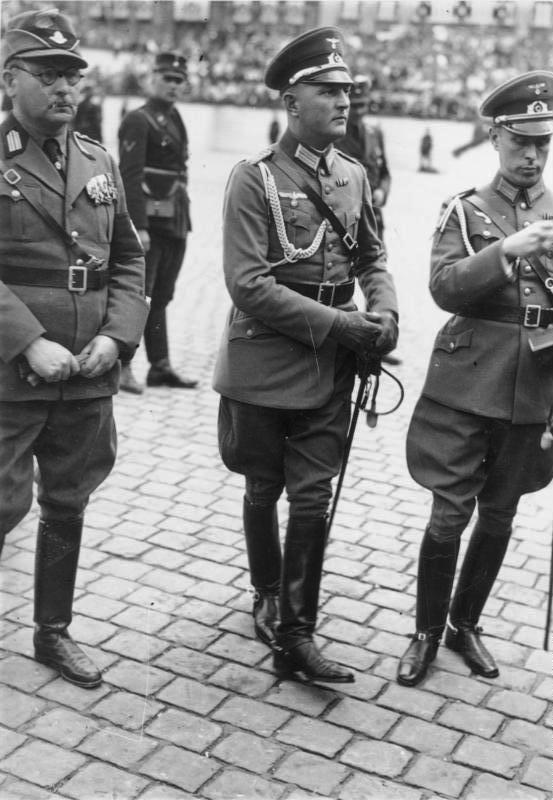
Major Friedrich Hossbach (midden) als adjudant van de Führer.
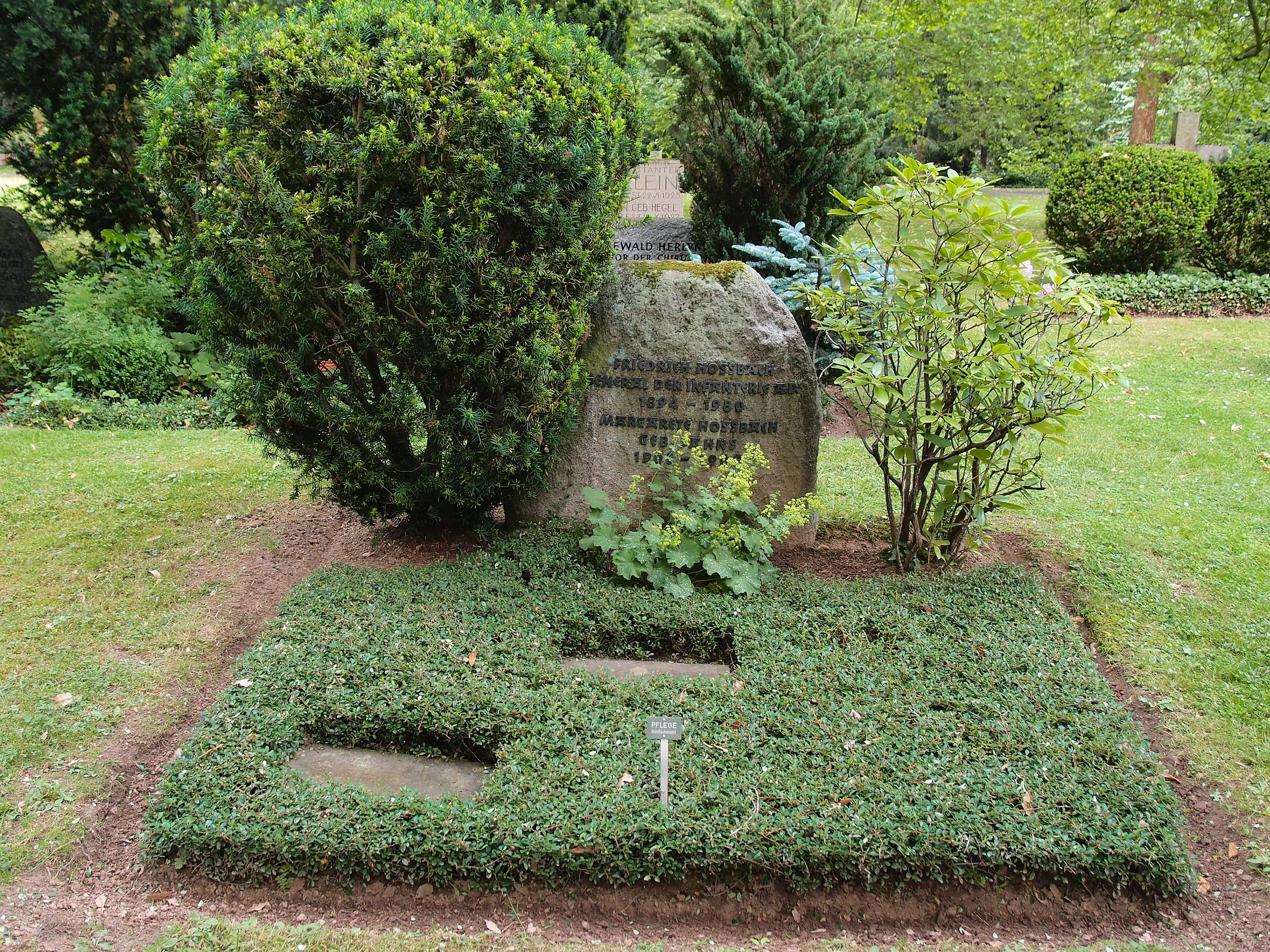
Graf Friedrich Hossbach.